# Son Sen
Son Sen nació en Kampuchea Krom, la manera como se conoce en Camboya el sur de Vietnam y que fuera parte del territorio camboyano hasta el siglo XIX. De esta manera se señala que Son Sen pertenecía a la etnia jemer y por lo tanto su vida estuvo más unida a la historia de su país ancestral que a Vietnam. Nació el 12 de junio de 1930 y murió el 10 de junio de 1997 como una de las últimas víctimas de Pol Pot. Son Sen fue miembro del Comité Central de los jemeres rojos entre 1974 y 1992.

## Estudios
Educado en Phnom Penh, en 1950 es enviado a estudiar a París en donde se unió al Grupo de Estudio de París creado por Saloth Sar, futuro Pol Pot. Después de regresar a Camboya, es nombrado director de estudios del Instituto Nacional de Enseñanza y lidera el movimiento de reconstitución del Partido Comunista Camboyano. Huye de la capital en 1963 cuando se inician las persecuciones en contra de los comunistas de la policía secreta del príncipe Norodom Sihanouk y se refugia en Hanói.

## La guerra
En 1970 Norodom Sihanouk sería derrocado por Lon Nol y Camboya entra de lleno en la Guerra de Vietnam. Los jemeres rojos toman el liderazgo de lucha en contra del dictador y de las intromisiones de los Estados Unidos lo que precipitaría la guerra al triunfo del comunismo de Pol Pot en abril de 1975. Son Sen adquiere entonces un papel de importancia en la formación de la Kampuchea Democrática como diputado del primer ministro y ministro de defensa, además del control de Santibal o S-21, la prisión secreta de máxima seguridad de los jemeres rojos. Su relación con dicha prisión, principal centro de torturas y ejecuciones del régimen, consistió en el monitoreo de sus actividades y en el diseño de los programas y procedimientos de tortura.

## Después de la invasión vietnamita
Los intensos ataques de los jemeres rojos a Vietnam produjeron una reacción militar a gran escala de ese país en territorio camboyano, lo que derrocó al régimen en 1979. Son Sen tomó las riendas de la milicia de los jemeres rojos como comandante y continuaría la lucha en contra de la invasión vietnamita hasta los tratados de paz y la retirada del ejército de ese país de Camboya. 

### Ejecución
En octubre de 1991 Son Sen y Khieu Samphan viajaron a Phnom Penh para negociar con UNTAC y el gobierno camboyano. En mayo de 1992 fue apartado del poder por Ta Mok después de una disputa con líderes de los jemeres rojos que no estaban de acuerdo en continuar las negociaciones con el gobierno central. Pol Pot consideró que Son Sen estaba colaborando con el gobierno y por ello decide asesinarlo a él y a 13 miembros de su familia el 10 de junio de 1997.
Entre las víctimas de tal acto se encontraban mujeres y niños. En dicho momento Pol Pot estaba intentando recuperar el mando de los jemeres rojos en contraposición a Ta Mok el cual arrestó a Pol Pot por el asesinato de Son Sen y su familia, le hizo un juicio y lo condenó a vivir en prisión.